# Lincolnshire Poacher
Lincolnshire Poacher (en español: Cazador furtivo de Lincolnshire) fue el sobrenombre de una potente y poderosa emisora de números que usaba dos estrofas de la famosa canción folclórica inglesa Lincolnshire Poacher como un intervalo de señal. La estación se cree era operada por el MI6 y su señal emanaba desde la isla de Chipre. Aficionados con sistemas de seguimiento y rastreo de señales han vinculado las transmisiones con la base de la Real Fuerza Aérea ubicada en Akrotiri, Chipre donde varias antenas encubiertas fueron identificadas. Las transmisiones consistían en una voz mecanizada y sintetizada con acento británico transmitiendo grupos de cinco letras. El último número de cada grupo era pronunciado con un tono de voz distinto. Es muy probable que estas emisiones se usaran estas transmisiones para comunicarse con agentes encubiertos operando en otros países.
Una estación asiática que transmite bajo el mismo esquema se cree que transmitía desde la isla de Guam y era conocida como Cherry Ripe. Usaba varias canciones populares inglesas como intervalo de señal. 
Desde julio de 2008 parece que las transmisiones han desaparecido del aire.

## Horario
Este horario de transmisiones data del 2006. Todas las horas indicadas están en hora UTC, las frecuencias en MHz.
|       | Lunes                | Martes               | Miércoles            | Jueves               | Viernes              | Sábado               | Domingo              |
| ----- | -------------------- | -------------------- | -------------------- | -------------------- | -------------------- | -------------------- | -------------------- |
| 12:00 | 14.487 15.682 16.084 | 14.487 15.682 16.084 | 14.487 15.682 16.084 | 14.487 15.682 16.084 | 14.487 15.682 16.084 | 14.487 15.682 16.084 | 14.487 15.682 16.084 |
| 13:00 | 14.487 15.682 16.084 | 14.487 15.682 16.084 | 14.487 15.682 16.084 | 14.487 15.682 16.084 | 14.487 15.682 16.084 | 14.487 15.682 16.084 | 14.487 15.682 16.084 |
| 14:00 | 10.426 12.603 14.487 | 12.603 14.487 16.314 | 14.487 15.682 16.084 | 14.487 15.682 16.084 | 14.487 15.682 16.084 | 10.426 11.545 14.487 | 11.545 14.487 15.682 |
| 15:00 | 11.545 13.375 15.682 | 7.755 8.464 10.426   | 11.545 14.487 16.084 | 11.545 12.603 13.375 | 11.545 12.603 13.375 | 11.545 12.603 13.375 | 11.545 12.603 13.375 |
| 16:00 | 11.545 12.603 13.375 | 11.545 13.375 15.682 | 6.485 7.755 10.425   | 8.464 12.603 14.487  | 11.545 12.603 13.375 | 11.545 12.603 13.375 | 8.464 10.426 11.545  |
| 20:00 | 11.545               |                      |                      |                      |                      |                      |                      |